# Sirmaur (distrikt)

Distriktets läge i Himachal Pradesh.

Sirmaur (alternativt Sirmor, Sirmour eller Sirmoor) är ett distrikt i den indiska delstaten Himachal Pradesh. Folkmängden uppgick till 529 855 invånare vid folkräkningen 2011, och den administrativa huvudorten är Nahan. Distriktet består mestadels av berg och de flesta i regionen är bönder och bor i byar. Bönderna odlar bland annat potatis, ingefära och päron samt andra frukter. Den vanligaste religionen i Sirmaur är hinduism och de språk som talas är hindi och pahari. Nati är en populär lokal folkdans. Området är uppdelat i sex mindre enheter; Nahan, Renuka, Shilai, Rajgharh, Pachhad och Paonta.